# Васильєвське сільське поселення (Красногорський район)
Васи́льєвське сільське поселення — муніципальне утворення в складі Красногорського району Удмуртії, Росія. Адміністративний центр — село Васильєвське.
Населення — 538 осіб (2015; 629 в 2012, 649 в 2010).
До складу поселення входять такі населені пункти:
| Населений пункт          | Населення, осіб (2010) | Населення, осіб (2012) |
| ------------------------ | ---------------------- | ---------------------- |
| Артик, присілок          | 152                    | 148                    |
| Васильєвське, село       | 254                    | 244                    |
| Гаїнці, присілок         | 20                     | 21                     |
| Демидовці, присілок      | 5                      | 7                      |
| Єлово, присілок          | 21                     | 21                     |
| Каркалай, присілок       | 9                      | 6                      |
| Киселі, присілок         | 4                      | 2                      |
| Мельниченки, присілок    | 33                     | 33                     |
| Мухіно, присілок         | 84                     | 79                     |
| Огородники, присілок     | 9                      | 9                      |
| Осипінці, присілок       | 0                      | 0                      |
| Полянці, присілок        | 0                      | 0                      |
| Севастьяновці, присілок  | 0                      | 0                      |
| Старий Кеновай, присілок | 20                     | 18                     |
| Черниші, присілок        | 4                      | 7                      |
| Чумаки, присілок         | 22                     | 20                     |
| Шахрово, присілок        | 11                     | 13                     |
| Шаші, присілок           | 1                      | 1                      |